# Républicains progressistes
 (juin 2020).
Si vous disposez d'ouvrages ou d'articles de référence ou si vous connaissez des sites web de qualité traitant du thème abordé ici, merci de compléter l'article en donnant les références utiles à sa vérifiabilité et en les liant à la section « Notes et références ».
Les Républicains progressistes constituent, dans la première moitié de la Troisième République, l'aile la plus conservatrice de la nébuleuse républicaine.

## Historique

### Mouvement républicain
Cette mouvance d'abord informelle était organisée dans le cadre de l'Union des gauches à partir de 1885. Le terme de progressiste apparait véritable lors des élections de 1889 dans un contexte post-boulangiste, marqué par la montée du nationalisme et du socialisme mais aussi par le Ralliement d'une partie des catholiques. Les progressistes souhaitent alors ouvrir la coalition parlementaire à ces ralliés contre l'extrême-gauche. Pour les élections de 1893, l'usage du terme progressiste est utilisé comme synonyme d'opportuniste et entend un achèvement du programme républicain par étapes successives.
C'est Louis Barthou et Paul Deschanel qui définissent la stratégie et la méthode de gouvernement et surtout par le refus de la concentration républicaine sous l'étiquette progressiste. Cependant, Deschanel refuse aussi la conjonction des centres en raison de la faiblesse des Ralliés. Le programme est notamment défini par : la diminution de la dette, la réforme du système d'impôts par la réduction des charges immobilières et adoption d'une législation sur les associations. Cependant, ces républicains ne forment pas un groupe parlementaire avec ce terme, les députés préférant le terme de républicains de gouvernement. En réaction, le terme est utilisé par la Gauche radicale pour leur groupe parlementaire. En 1894, se forme l'Union progressiste provenant du groupe des républicains de gouvernement.

### Après l'affaire Dreyfus
Après les élections législatives de 1898, l'aile conservatrice des républicains de gouvernement renomme le groupe « Républicains progressistes ». Après la chute du gouvernement Méline face à l'abandon du soutien des modérés en raison de l'intransigeance de la droite et de la pression radicale, alors que celui-ci veut encore plus ouvrir le gouvernement à droite, la plupart des membres du groupe entrent alors dans l'opposition au cabinet Brisson.
Face à l'affaire Dreyfus en 1899, le groupe est encore plus divisé mais maintient son unité structurelle avec une majorité qui se place dans l'opposition au gouvernement Pierre Waldeck-Rousseau. Selon René Rémond, les progressistes sont alors les héritiers des orléanistes mais Jean-Marie Mayeur les présente plutôt comme des centristes.
Finalement, le groupe éclate en 1902 entre les membres de l'Alliance démocratique favorable au Bloc des gauches et aux membres de la Fédération républicaine en 1903 qui s'y oppose, fusionnant l'Union libérale républicaine et l'Association nationale républicaine.
Le groupe des Républicains progressistes accueille les députés de la Fédération républicaine, avant d'être renommé Fédération républicaine en 1914.